# Série mondiale de baseball féminin 2003
Navigation
Édition précédente Édition suivante
La Série mondiale de baseball féminin 2003 est la 3e édition de cette épreuve mettant aux prises les meilleures sélections nationales. Elle s'est tenue du 25 au 30 août sur la Gold Coast en Australie. Cette édition initialement prévue au Japon se déroule finalement en Australie en raison de l'épidémie du virus SRAS.
Le Japon remporte le titre devant le tenant et hôte, l'Australie, 4-1 en finale.

## Sélections
Trois équipes participent à cette édition:
| Poule unique | Poule unique        |
| ------------ | ------------------- |
| Australie    | Série mondiale 2002 |
| États-Unis   | Série mondiale 2002 |
| Japon        | Série mondiale 2002 |

## Format du tournoi
Le premier tour se déroule au format round robin triple, chaque équipe affronte les autres trois fois. Les deuxième et troisième s'affrontent ensuite en barrage pour une place en finale avec le premier de la poule. 
Si une équipe mène de plus de 10 points après le début de la 5e manche ou 12 en 4e manche, le match est arrêté (mercy rule).

## Classement final
| Pl. | Sélection  |
| --- | ---------- |
|     | Japon      |
|     | Australie  |
|     | États-Unis |

## Premier tour
| Date    | Lieu                 | Recevant   | Visiteur   | Score  |
| ------- | -------------------- | ---------- | ---------- | ------ |
| 25 août | Palm Meadows Stadium | Australie  | Japon      | 7 - 6  |
| 25 août | Palm Meadows Stadium | États-Unis | Australie  | 2 - 3  |
| 26 août | Palm Meadows Stadium | Japon      | États-Unis | 8 - 4  |
| 26 août | Palm Meadows Stadium | Japon      | Australie  | 9 - 10 |
| 27 août | Palm Meadows Stadium | Japon      | États-Unis | 3 - 0  |
| 27 août | Palm Meadows Stadium | États-Unis | Australie  | 7 - 13 |
| 28 août | Palm Meadows Stadium | Australie  | Japon      | 2 - 10 |
| 28 août | Palm Meadows Stadium | États-Unis | Japon      | 0 - 11 |
| 29 août | Palm Meadows Stadium | Australie  | États-Unis | 6 - 8  |

| Pl. | Équipe     | J | V | D | PM | PC | %    |
| --- | ---------- | - | - | - | -- | -- | ---- |
| 1   | Australie  | 6 | 4 | 2 | 41 | 42 | .667 |
| 2   | Japon      | 6 | 4 | 2 | 47 | 23 | .667 |
| 3   | États-Unis | 6 | 1 | 5 | 21 | 44 | .166 |

## Deuxième tour
| Match   | Date    | Lieu                 | Recevant | Visiteur   | Score        |
| ------- | ------- | -------------------- | -------- | ---------- | ------------ |
| Barrage | 30 août | Palm Meadows Stadium | Japon    | États-Unis | 4 - 3 (9 m.) |
| Finale  | 30 août | Palm Meadows Stadium | Japon    | Australie  | 4 - 1        |